# Berberis spruceana
Berberis spruceana là một loài thực vật có hoa trong họ Hoàng mộc. Loài này được (C.K.Schneid.) Ahrendt mô tả khoa học đầu tiên năm 1961.